# Estación Angaco Norte
Angaco Norte es una estación ferroviaria ubicada en la localidad de Villa El Salvador (San Juan), en el departamento Angaco, Provincia de San Juan, República Argentina. Pertenece al Ferrocarril General Belgrano de la Red ferroviaria argentina.

## Servicios
En la actualidad no presta servicios de ningún tipo. En el pasado prestó servicios de pasajeros y de cargas a cargo de Ferrocarriles Argentinos con destino a Jáchal. Los primeros se detuvieron en el año 1960 y los segundos en el año 2000.